# 小櫻鮨
小櫻鮨，又稱小珠斑花鱸，為輻鰭魚綱鱸形目鱸亞目鮨科的其中一種，分布於澳洲海域，棲息深度可達130公尺，體長可達12公分，生活在珊瑚礁區，為底棲性魚類，屬肉食性，生活習性不明。

## 擴展閱讀
維基物種上的相關：小櫻鮨